# Empoasca angustifoliae
Empoasca angustifoliae är en insektsart som beskrevs av Ross 1963. Empoasca angustifoliae ingår i släktet Empoasca och familjen dvärgstritar. Inga underarter finns listade i Catalogue of Life.